# TT Isla de Man de 1956
El TT Isla de Man de 1956 fue la primera prueba de la temporada 1956 del Campeonato Mundial de Motociclismo. El Gran Premio se disputó del 6 al 8 de junio de 1956 en el circuito de Snaefell Mountain Course.

## Resultados TT Senior 500cc
Ante la ausencia de Gilera, MV Agusta pudo anotar su primera victoria en esta carrera con el novato John Surtees de 22 años. Ganó con una ventaja de más de minuto y medio. El segundo piloto Umberto Masetti no estuvo presente, por lo que las Norton británicas pudieron ocupar los otro cajones del podio, con John Hartle segundo y Jack Brett en el tercer lugar.
| Pos.    | Piloto             | Equipo     | Tiempo    | Puntos |
| ------- | ------------------ | ---------- | --------- | ------ |
| 1       | John Surtees       | MV Agusta  | 2:44"05'8 | 8      |
| 2       | John Hartle        | Norton     | 2:45"36'6 | 6      |
| 3       | Jack Brett         | Norton     | 2:46"54'2 | 4      |
| 4       | Walter Zeller      | BMW        | 2:47"22'2 | 3      |
| 5       | Bill Lomas         | Moto Guzzi | 2:47"28'6 | 2      |
| 6       | Derek Ennett       | Matchless  | 2:50"40'4 | 1      |
| 7       | Alan Trow          | Norton     | 2:53"27'8 |        |
| 8       | Gavin Dunlop       | Matchless  | 2:54"03'6 |        |
| 9       | George Salt        | Norton     | 2:54"19'2 |        |
| 10      | Dennis Chapman     | Norton     | 2:54"43'2 |        |
| 11      | Ralph Rensen       | Norton     | 2:56"28'8 |        |
| 12      | Michael O'Rourke   | Norton     | 2:56"38'2 |        |
| 13      | George Costain     | Norton     | 2:57"20'2 |        |
| 14      | Frank Perris       | Matchless  | 2:57"30'2 |        |
| 15      | Gerald Robarts     | Norton     | 2:57"54'2 |        |
| 16      | Frank Fox          | Norton     | 2:58"11'0 |        |
| 17      | Harry Plews        | Norton     | 2:58"41'2 |        |
| 18      | Fred Cook          | Matchless  | 2:59"02'4 |        |
| 19      | Phil Carter        | Norton     | 2:59"26'0 |        |
| 20      | Dennis Christian   | Matchless  | 3:00"09'2 |        |
| 23      | Dave Chadwick      | Norton     | 3:02"22'6 |        |
| 37      | Eddie Grant        | Norton     | 3:16"57'2 |        |
| Ret     | Charlie Salt       | BSA        | Ret       |        |
| Ret     | Keith Bryen        | Norton     | Ret       |        |
| Ret     | Bob McIntyre       | Norton     | Ret       |        |
| Ret     | Geoff Tanner       | Norton     | Ret       |        |
| Ret     | Terry Shepherd     | Norton     | Ret       |        |
| Ret     | Francisco González | Norton     | Ret       |        |
| Ret     | Paul Fahey         | Matchless  | Ret       |        |
| Ret     | Peter Murphy       | Matchless  | Ret       |        |
| Fuente: |                    |            |           |        |

## Resultados Junior 350cc
La nueva MV Agusta 350 4C debutó en el Junior TT, con John Surtees al manillar. Durante las primeras cinco vueltas Bill Lomas tomó la delantera, pero cuando se detuvo en Guthrie's Memorial, Surtees tomó la delantera pero fue descalificado al quedarse sin combustible en Stonebreakers Hut y ser ayudado por una persona del público. Kavanagh pudo anotar una gran victoria, más de cuatro minutos y medio por delante de Derek Ennett con la AJS 7R y John Hartle con la Norton 40M.
| Pos. | Piloto             | Moto       | Tiempo    | Puntos |
| ---- | ------------------ | ---------- | --------- | ------ |
| 1    | Ken Kavanagh       | Moto Guzzi | 2:57"29'4 | 8      |
| 2    | Derek Ennett       | AJS        | 3:02"07'4 | 6      |
| 3    | John Hartle        | Norton     | 3:04"48'6 | 4      |
| 4    | Cecil Sandford     | DKW        | 3:03"48'8 | 3      |
| 5    | Eddie Grant        | Norton     | 3:07"44'0 | 2      |
| 6    | Alan Trow          | Norton     | 3:08"40'8 | 1      |
| 7    | Derek Powell       | AJS        | 3:09"16'0 |        |
| 8    | Frank Perris       | AJS        | 3:09"40'8 |        |
| 9    | Duilio Agostini    | Moto Guzzi | 3:10"52'6 |        |
| 10   | Terry Shepherd     | Norton     | 3:10"58'6 |        |
| 11   | Keith Bryen        | Norton     | 3:11"00'6 |        |
| 12   | Gavin Dunlop       | AJS        | 3:11"45'6 |        |
| 13   | Dave Chadwick      | Norton     | 3:11"46'0 |        |
| 14   | Fred Cook          | AJS        | 3:12"06'2 |        |
| 15   | Ralph Rensen       | Norton     | 3:12"18'6 |        |
| 16   | Phil Carter        | Norton     | 3:13"41'2 |        |
| 17   | George Salt        | Norton     | 3:12"56'0 |        |
| 18   | Arthur Wheeler     | Moto Guzzi | 3:14"34'4 |        |
| 19   | Ray Fay            | BSA        | 3:15"21'0 |        |
| 20   | Olle Nygren        | AJS        | 3:16"09'4 |        |
| 27   | Francisco González | Norton     |           |        |
| 32   | Charlie Salt       | BSA        |           |        |
| Ret  | Eric Hinton        | Norton     | Ret       |        |
| Ret  | Hans Baltisberger  | NSU        | Ret       |        |
| Ret  | Bill Lomas         | Moto Guzzi | Ret       |        |
| Ret  | Bob McIntyre       | Norton     | Ret       |        |
| Ret  | Dickie Dale        | Moto Guzzi | Ret       |        |
| Ret  | Rod Coleman        | AJS        | Ret       |        |
| Ret  | Jack Brett         | Norton     | Ret       |        |
| DSQ  | John Surtees       | MV Agusta  | DSQ       |        |

## Resultados Lightweight 250cc
En  Lightweight TT, Carlo Ubbiali siempre salía rendir muy bien en Isla de Man y esta vez no fue diferente. Aun así, tuvo que pelear con Sammy Miller con el NSU y su compañero de equipo Luigi Taveri. Sin embargo, Miller se retiró en Creg-ny-Baa y Taveri cayó en Governor's Bridge. Roberto Colombo fue segundo, pero muy por detrás. Hans Baltisberger terminó tercero con la NSU Sportmax.
| Pos. | Piloto            | Mot        | Tiempo    | Puntos |
| ---- | ----------------- | ---------- | --------- | ------ |
| 1    | Carlo Ubbiali     | MV Agusta  | 1:26"54'0 | 8      |
| 2    | Roberto Colombo   | MV Agusta  | 1:29"02'6 | 6      |
| 3    | Hans Baltisberger | NSU        | 1:29"24'6 | 4      |
| 4    | Horst Kassner     | NSU        | 1:29"27'6 | 3      |
| 5    | František Bartoš  | ČZ         | 1:32"05'5 | 2      |
| 6    | Arthur Wheeler    | Moto Guzzi | 1:32"20'6 | 1      |
| 7    | Phil Carter       | RDS-Norton | 1:35"26'2 |        |
| 8    | Arnold Jones      | Norton     | 1:36"10'6 |        |
| 9    | Frank Cope        | Norton     | 1:38"45'2 |        |
| 10   | Norman Webb       | Moto Guzzi | 1:43"30'2 |        |
| Ret  | Luigi Taveri      | MV Agusta  | Ret       |        |
| Ret  | Bill Maddrick     | Moto Guzzi | Ret       |        |
| Ret  | Bill Webster      | MV Agusta  | Ret       |        |
| Ret  | Cecil Sandford    | Mondial    | Ret       |        |
| Ret  | Dave Chadwick     | MV Agusta  | Ret       |        |
| Ret  | Sammy Miller      | NSU        | Ret       |        |

## Ultra-Lightweight 125 cc TT
En el Lightweight 250 cc TT, Carlo Ubbiali tuvo que luchar para ganar, pero en Lightweight 125 cc TT no fue el caso. Su principal competidor, su compañero de equipo Roberto Colombo, se retiró y Ubbiali ganó con más de cinco minutos de ventaja sobre Marcello Cama. Los otros dos puestos del cajón fue para los españoles del equipo Montesaː Marcel Cama y Francisco González (que se suma al cuarto puesto de Enric Sirera). Solo 9 de los 22 participantes llegaron a la meta.
| Pos. | Corredor           | Moto      | Tiempo    | Puntos |
| ---- | ------------------ | --------- | --------- | ------ |
| 1    | Carlo Ubbiali      | MV Agusta | 1:24"16'8 | 8      |
| 2    | Marcel Cama        | Montesa   | 1:29"19'2 | 6      |
| 3    | Francisco González | Montesa   | 1:35"18'8 | 4      |
| 4    | Enric Sirera       | Montesa   | 1:35"23'8 | 3      |
| 5    | Dave Chadwick      | LEF       | 1:35"23'8 | 2      |
| 6    | Václav Parus       | ČZ        | 1:37"24'0 | 1      |
| 7    | Douglas Allen      | Mondial   | 1:38"18'4 |        |
| 8    | Dudley Edlin       | MV Agusta | 1:39"45'0 |        |
| 9    | Frank Cope         | MV Agusta | 1:44"18'6 |        |
| Ret  | František Bartoš   | ČZ        | Ret       |        |
| Ret  | Arthur Wheeler     | MV Agusta | Ret       |        |
| Ret  | Bill Maddrick      | MV Agusta | Ret       |        |
| Ret  | Bill Webster       | MV Agusta | Ret       |        |
| Ret  | Cecil Sandford     | Mondial   | Ret       |        |
| Ret  | Frank Fox          | MV Agusta | Ret       |        |
| Ret  | John Grace         | Montesa   | Ret       |        |
| Ret  | Roberto Colombo    | MV Agusta | Ret       |        |